# Beezie Madden
Elizabeth "Beezie" Madden (nascuda el 20 de novembre de 1963) és una amazona estatunidenca de salt eqüestre i campiona olímpica.
El seu espòs, John Madden, és el seu entrenador d'equitació, i Frank Madden és el seu cunyat. Els seus cavalls més coneguts inclouen a Authentic i Judgement.
Als Jocs Olímpics de 2004 a Atenes, Madden va guanyar una medalla d'or amb l'equip nord-americà d'equitació en els salts en equip, juntament amb Peter Wylde, McLain Ward i Chris Kappler.
Madden va competir en els salts eqüestres individuals als Jocs Olímpics de Pequín 2008 i va aconseguir la medalla de bronze individual i per equips en els Jocs Eqüestres Mundials de 2014 en Normandia.